# Christian Jacquiau
 (novembre 2014).
 (août 2013).
Si vous disposez d'ouvrages ou d'articles de référence ou si vous connaissez des sites web de qualité traitant du thème abordé ici, merci de compléter l'article en donnant les références utiles à sa vérifiabilité et en les liant à la section « Notes et références ».
Christian Jacquiau est un économiste et écrivain français, auteur de Les Coulisses de la grande distribution (2000) et de Les Coulisses du commerce équitable (2006).

## Biographie
Après huit ans en entreprise, Christian Jacquiau a travaillé quatre années dans un grand cabinet d'audit[Lequel ?] avant de créer son propre cabinet d'expertise comptable en 1985[Lequel ?].
En 1988, il crée un cabinet de commissariat aux comptes, puis en 1992[Lequel ?], un second cabinet d'expertise comptable[Lequel ?]. L'année 1997 voit la création d'un cabinet de conseil plus spécialisé dans l'assistance, l'accompagnement à la création et à la transmission d'entreprises.
Conseiller de PME-PMI fournissant la grande distribution, commissaire aux comptes d'entreprises relevant du secteur, il a vécu de l'intérieur les pratiques qu'il décrit dans Les Coulisses de la grande distribution, ouvrage publié en 2000 chez Albin Michel et évoquant les pratiques méconnues de la grande distribution, notamment l'existence des marges arrière. Christian Jacquiau dénonce de façon prémonitoire les méfaits d'un capitalisme purement financier qui menace les industries européennes. Le livre a été réédité neuf fois[réf. nécessaire].
Il a été délégué consulaire à la Chambre de commerce et d’industrie de Paris (CCIP) de 1995 à 2003 et travaille depuis de nombreuses années sur l’impact social, sociétal et écologique des activités humaines et économiques[réf. nécessaire].
Christian Jacquiau a publié en 2006 Les Coulisses du commerce équitable chez Mille et une nuits, ouvrage évoquant les travers, abus et dérives commis au nom d'une certaine idée du commerce équitable. Dans cet ouvrage, Christian Jacquiau critique le fait que Max Havelaar se soit décerné le terme de « label », ainsi que le manque de contrôles réalisés sur la qualité des produits et sur le véritable revenu des petits producteurs du commerce équitable. Il interroge sur le sort des travailleurs journaliers et saisonniers, les « sans-terre » qui n'ont que leur force de travail pour survivre et qui ont été oubliés du système Max Havelaar.
Christian Jacquiau applique les méthodes de l'expertise comptable et de l'audit au champ de l'enquête journalistique. Ses ouvrages sont basés sur des expériences et analyses de terrain, complétées d'analyses documentaires.

## L'affaire Max Havelaar
L'ouvrage Les Coulisses du commerce équitable n'a fait l'objet d'aucune poursuite sur ses presque 500 pages et 1000 notes.
Par contre, un certain "Daniel Audion", en fait un faux nom pour l'imposteur Fred Neidhardt a présenté dans le journal L’Écho des savanes (n° 269,  juin 2008) une interview croisée entre Christian Jacquiau et le directeur de Max Havelaar France, Joaquin Muñoz, où figurait la phrase « Max Havelaar fait travailler des quasi-esclaves », attribuée à Christian Jacquiau. 
Max Havelaar a aussitôt poursuivi Christian Jacquiau personnellement (mais pas le journal) en justice pour diffamation lui réclamant 100 000 € de dommages et intérêts.
Christian Jacquiau s'est défendu d'avoir tenu de tels propos, expliquant qu'ils auraient été en contradiction avec le discours qu'il a toujours tenu dans son ouvrage comme dans les nombreuses interviews qu'il avait données.
Max Havelaar a cependant obtenu la condamnation de Christian Jacquiau le 21 juin 2010. Christian Jacquiau a fait appel de la décision, n'admettant pas être un diffamateur.
Christian Jacquiau a alors créé son site Internet sur lequel il a répondu publiquement aux accusations de Max Havelaar en expliquant avoir été victime d'une imposture. Il a découvert trop tardivement, c'est-à-dire après le verdict, que "Daniel Audion" n'existait pas, mais qu'il s'agissait d'un faux nom pour l'imposteur Fred Neidhardt, qui aurait inventé ce nom en combinant les noms de deux rues qui sont le prolongement l'une de l'autre et proches de la brasserie du boulevard de Grenelle où il s'est entretenu avec lui: les rues Daniel Stern et Clodion.
Christian Jacquiau s'interroge sur plusieurs points, en particulier :
- sur les raisons qu'a eues Fred Neidhardt pour venir à lui, alors que le sujet du commerce équitable lui était étranger ;
- sur les raisons qu'a eues l’imposteur professionnel pour se cacher sous le faux nom de Daniel Audion pour mener l'interview avec C. Jacquiau alors qu’il s’est présenté au directeur de Max Havelaar sous sa réelle identité ;
- sur les raisons qui ont fait que le faux journaliste Daniel Audion aurait trahi ses propos ;
- sur les raisons qu'à eu Max Havelaar de ne poursuivre que lui, mais pas le journaliste, ni le directeur de la publication, ni la publication, contrairement à l’usage en matière de poursuites pour diffamation ;
- sur les raisons qui font que Max Havelaar ne remet pas en question la déontologie du prétendu journaliste ;
- sur les raisons qui ont amené Max Havelaar à l'assigner en justice à peine le fâcheux article paru, avec une telle violence en lui réclamant une telle somme de 100 000 €, sans avoir cherché à le contacter.

Les proportions prises par cette affaire ont entrainé la création d'un comité de soutien de plus de 4 000 personnes (incluant de nombreuses personnalités dont José Bové, des acteurs du commerce équitable tels que Michel Besson, des chercheurs tels que Christian Vélot, et de nombreux journalistes)  pour demander à Max Havelaar l'abandon des poursuites, ainsi que pour soutenir financièrement l'auteur, qui a eu à supporter les frais de justice ainsi que les frais de création de son site Internet.
L’audience publique s’est tenue le 19 octobre 2011 devant la Cour d’Appel de Paris. Elle a rendu son jugement le mercredi 23 novembre suivant, cassant définitivement la condamnation prononcée en première instance par le tribunal de grande instance de Paris à l'encontre de Christian Jacquiau. 
Après plus de trois années de procédure, l'association Max Havelaar a été déboutée de l’ensemble de ses demandes à l'encontre de Christian Jacquiau.
« L’obstination, l’acharnement, la volonté de faire taire n’ont pas eu raison de la Justice et de l’Équité », commentera ce dernier à la sortie du tribunal.
« Christian Jacquiau est donc blanchi de toute accusation de diffamation. Au bout de trois longues années. Ce n’est pas à l’honneur de l’association Max Havelaar. C’est à l’honneur de Christian Jacquiau de s’être battu non seulement pour rétablir le sien mais aussi pour « la liberté de la presse, la libre expression des individus, contre la censure des puissants et du pouvoir de l’argent, pour le droit à l’information des citoyens et à la critique », commentera Thierry Jaccaud, rédacteur en chef du magazine L'Écologiste.
Cet épisode qui n'est pas sans rappeler l'affaire Denis Robert/Clearstream, révélateur de comportements inédits jusqu'alors de la part de structures se réclamant de valeurs morales, éthiques, équitables, d'ouverture et de dialogue, aura été désastreux pour l'image du commerce équitable en général et celle vertueuse de la marque Max Havelaar en particulier.

### Ouvrages collectifs
- Le petit Alter – dictionnaire altermondialiste, coordonné par Jean-Marie Harribey, Mille et une nuits (2006)
- Supermercados, no gracias Grandes cadenas de distribucion : impactos y alternativas, coordonné par Xavier MONTAGUT et Esther VIVAS, publié en Espagne par Xarxa de Consum Solidari chez Icaria Antrazyt (2007)
- France Info : 20 ans d’actualités, coordonné par Sylvie Johnsson, éditions du Nouveau Monde (2007)
- Sortir de l’entreprise capitaliste, coordonné par Daniel Bachet, Gaëtan Flocco, Bernard Kervella et Morgan Sweeney, éditions du Croquant Golias (2007)
- Pour repolitiser l’écologie - Contre Grenelle de l’environnement, coordonné par Paul Ariès, éditions Parangon (2007)
- Aliments irradiés – atome, malbouffe et mondialisation, coordonné par le collectif français contre l’irradiation des aliments, éditions GOLIAS (2008)